# Reino de Pérgamo
El reino de Pérgamo fue un estado de la antigüedad (241 a. C.-133 a. C.), ubicado en el oeste de la península de Anatolia, actual Turquía. Con capital en la propia ciudad de Pérgamo. Fue creado después de la muerte de Alejandro Magno y desaparecido cuando Átalo III legó en su testamento a la República romana todo el reino. Los griegos de la costa eran griegos jonios, en el interior había poblaciones de origen lidio y posiblemente otros pueblos de origen anatolio.

## Historia

### Consolidación del Reino

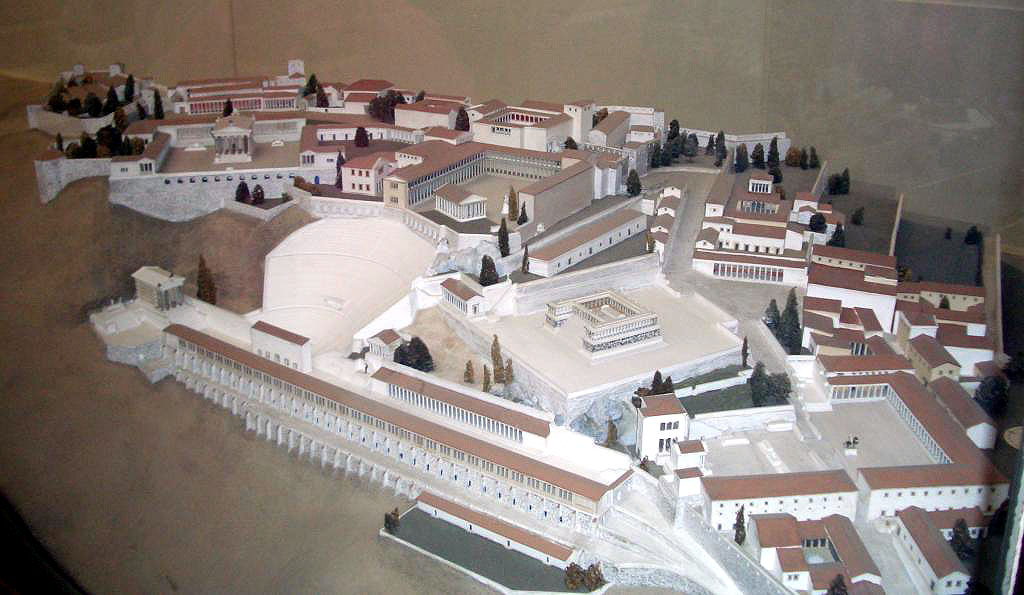
Maqueta de Pérgamo.

Después de la conquista de Alejandro Magno, Lisímaco de Tracia en el 283 a. C. nombró comandante para la zona de Pérgamo la región al general Filetero, encargándole la savalguarda del erario que se guardaba en la acrópolis. Posterior a la muerte de Alejandro, en el año 281 a. C. tuvo lugar el enfrentamiento entre Lisímaco y Seleuco I Nikátor, en el que perdió la vida Lisímaco. Pérgamo paso a estar bajo control seléucida que mantendría a Filetero como gobernador regional. 
En el año 280 a. C., Seleuco murió asesinado y le sucedió su hijo Antíoco I Sóter. Este cambio de rey fue aprovechado por Filetero para declarar independiente todo el territorio de Pérgamo, apoderándose del tesoro que custodiaba por encargo de Lisímaco. De esta manera Pérgamo y las localidades que dependían de ella dejó de formar parte del reino de los seléucidas
Filetero gobernó Pérgamo desde el 283 a. C. hasta el 263 a. C., dando comienzo la dinastía de los atálidas, que terminó en el año 129 a. C. con el rey Eumenes III.

### El auge y expansión de Pérgamo
Filetero era eunuco a quien le sucedió su sobrino, adoptado como hijo, Eumenes, que gobernó con el nombre de Eumenes I desde el 263 a. C. al 241 a. C. Eumenes consiguió apoyo y ayuda del rey egipcio contra su rival seléucida Antíoco I Sóter. Una gran hazaña de este gobernante fue detener con su ejército de mercenarios la invasión de tribus gálatas) que se habían adentrado en Asia Menor. La ciudad de Pérgamo se fue embelleciendo durante su reinado.
Le sucedió Átalo I Sóter que tomó el título de rey y reinó desde el 241 a. C. al 197 a. C. Átalo luchó de nuevo contra los gálatas que habían vuelto a irrumpir por esa zona y en el año 230 a. C. les aniquiló después de unas cuantas campañas. También luchó y venció al rey seléucida Antíoco III Megas, de manera que llegó a dominar todo el noroeste de Asia Menor. Átalo supo mantener una buena alianza con Roma que despuntaba ya como pueblo dominador. En su reinado, Pérgamo sobresalió como un gran centro artístico y literario y su biblioteca llegó a ser la más importante del mundo conocido después de la de Alejandría.
El siguiente rey fue Eumenes II Sóter que reinó desde 197 a. C. a 159 a. C. En su tiempo se construyó el gran altar de Zeus, obra máxima del arte helénico. 
Átalo II reinó desde 138 a. C. a 133 a. C. Después de él hubo otros dos reyes efímeros; Átalo III y Eumenes III Aristónico. Átalo III legó en su testamento el reino al pueblo romano. Con el control de Roma, Pérgamo se convirtió en la capital de la provincia romana de Asia.
- Datos: Q2022162
- Multimedia: Pergamon / Q2022162